# دوور (دلاور)
دوور (به انگلیسی: Dover) مرکز ایالت دلاویر در ایالات متحده آمریکا است.

## مراکز مهم
- ساختمان پایتخت ایالت دلاویر